# Mattawa (miasto w Kanadzie)
Mattawa – miasto (town) w Kanadzie, w prowincji Ontario, w dystrykcie Nipissing.
Liczba mieszkańców Mattawy wynosi 2 003. Język angielski jest językiem ojczystym dla 51,3%, francuski dla 43,1% mieszkańców (2006).

## Nazwa
Nazwa pochodzi z języka odżibwe i oznacza „spotkanie wód”. Wywodzi się ona od położenia miejsca u ujścia rzeki Mattawy do Ottawy.

## Transport
Przez Mattawę przebiega linia kolejowa z North Bay do Temiscaming w Quebecu. Operatorem linii jest spółka Ottawa Valley Railway, należąca do Genesee & Wyoming. W pobliżu miasta linia kolejowa przekracza Ottawę.